# Élections générales sud-africaines de 1953
Les élections générales sud-africaines du 15 avril 1953 ont été marquées par la victoire du parti national et la réélection de Daniel François Malan au poste de premier ministre de l'Union de l'Afrique du Sud. Le pays est alors en pleine élaboration des lois de l'Apartheid par le parlement sud-africain.

## Mode de scrutin
En application du South Africa Act de 1910, le suffrage électoral est réservé aux blancs et, dans la province du Cap, dans le cadre d'une franchise électorale, aux personnes de couleurs (coloured). Les populations noires de cette province élisent sur des listes séparées, et sous certaines conditions, 3 représentants blancs chargés de défendre leurs intérêt au parlement (Representation of Natives Act 1936). 
Le mode de scrutin appliqué depuis la formation de l'Union de l'Afrique du Sud en 1910 est celui du scrutin uninominal majoritaire à un tour. La délimitation des circonscriptions électorales favorise par ailleurs l'électorat rural. 
Le parlement comprend 156 élus dont six sièges représentant le sud-ouest africain.
| Provinces        | province du Cap | Natal | Etat libre d'Orange | Transvaal | Sud-Ouest africain | Total |
| ---------------- | --------------- | ----- | ------------------- | --------- | ------------------ | ----- |
| Nombre de sièges | 54              | 15    | 13                  | 68        | 6                  | 156   |

## Forces politiques en présence à la fin de la10elégislaturede l'Union Sud-africaine
Le Parti national et Daniel Malan sont au pouvoir depuis les élections de 1948. Il a fusionné avec le petit parti afrikaner de Nicolaas Havenga.
Sa principale opposition parlementaire est le parti uni (UP) dirigé par Koos Strauss.
À la suite de l'interdiction du parti communiste sud-africain, le député Sam Kahn, représentant les populations noires de la circonscription autochtone du Cap-Occidental, fut démis de son mandat et exclu du parlement en 1952. Les deux élections partielles sur sa circonscription donnèrent la victoire à des candidats de sensibilité politique identique qui furent à leur tour exclus du parlement. Le siège resta alors vacant.
| Province                                     | parti national (dont l'ex-parti afrikaner) | parti uni | parti travailliste | Indépendant | Total |
| -------------------------------------------- | ------------------------------------------ | --------- | ------------------ | ----------- | ----- |
| Province du Cap                              | 28                                         | 27        | -                  | -           | 55    |
| Province du Cap (circonscription autochtone) | -                                          | -         | -                  | 3           | 3     |
| Natal                                        | 3                                          | 11        | 2                  | -           | 16    |
| État libre d'Orange                          | 12                                         | 1         | -                  | -           | 13    |
| Sud-Ouest africain                           | 6                                          | -         | -                  | -           | 6     |
| Transvaal                                    | 37                                         | 25        | 4                  | -           | 66    |
| Total                                        | 86                                         | 64        | 6                  | 3           | 159   |

## Campagne électorale

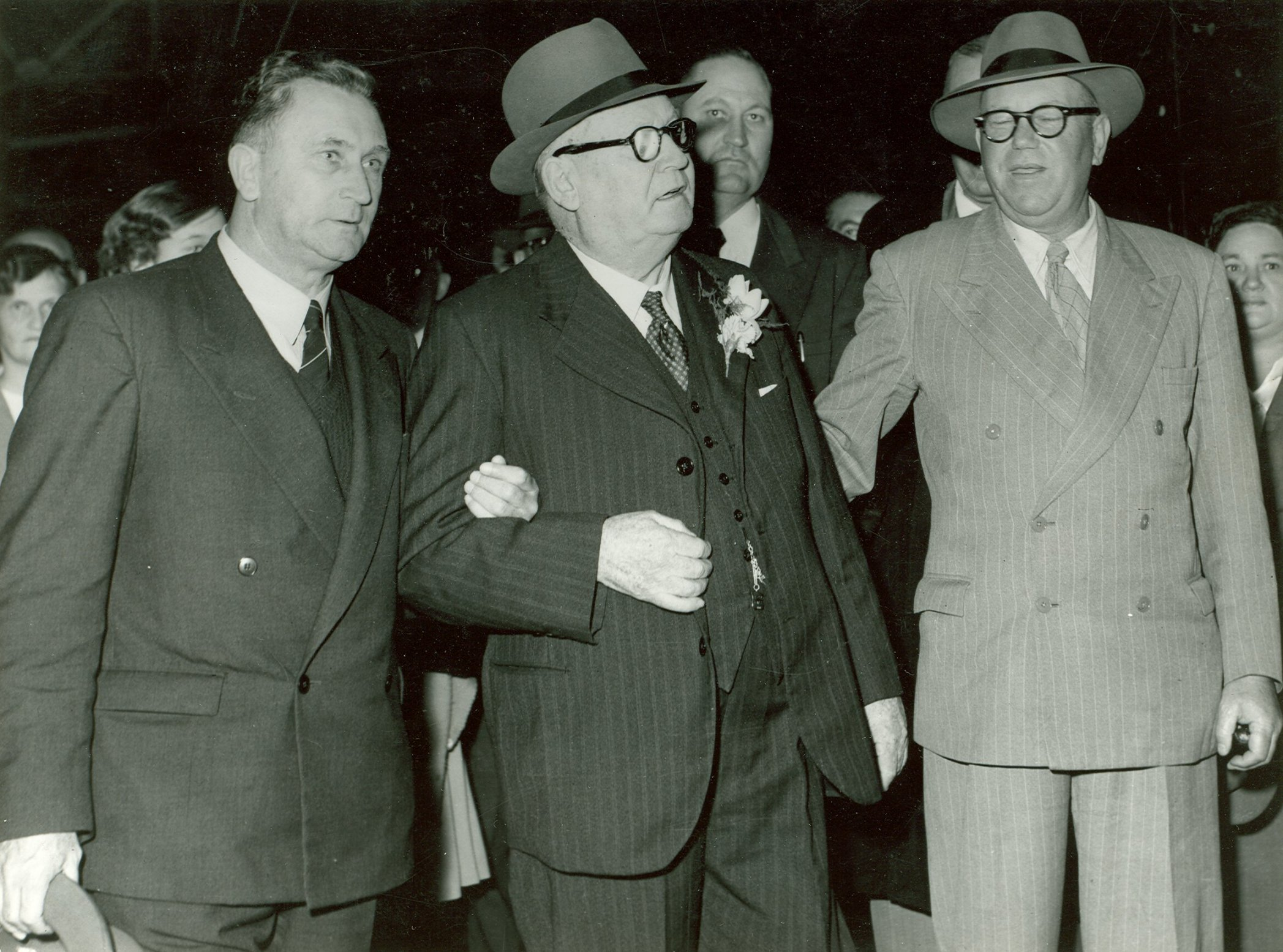
J.G. Strijdom, D.F. Malan et Paul Sauer à Pretoria en 1953 après l'annonce de la deuxième victoire électorale du parti national

En 1953, l'Afrique du Sud est en pleine mise en œuvre des lois de l'Apartheid. Le pays a notamment été marqué l'année précédente par la campagne de défiance lancée par le congrès national africain et ses alliés pour protester contre cette politique.  
Le premier ministre Daniel François Malan s'est pour sa part imposé face aux plus radicaux de son parti et a tempéré leurs ardeurs républicaines et anti-britanniques. La campagne électorale du parti national s'axe autour des mêmes thèmes que ceux utilisés lors des élections précédentes : l'apartheid et l'anti-communisme.
Le Parti uni, qui a perdu Jan Smuts, sa figure tutélaire, a signé un pacte électoral avec le Parti travailliste. Ils se présentent ensemble pour la troisième fois successive à une élection générale. La campagne électorale est également marquée par la mort de John Christie, le chef de file des travaillistes.

## Résultats
Au soir des élections, le Parti National obtient 94 sièges contre 57 sièges au Parti Uni et 5 aux travaillistes. Dans certaines circonscriptions, des candidats ont cependant été automatiquement élus faute d'opposants. En termes de forces politiques, le parti national l'emporte pour la première fois sur le parti uni (49,48 % contre 47,65 %) mais n'obtient pas de majorité absolue. Il est même supplanté de justesse en termes électoraux par la coalition du front démocratique uni regroupant le parti uni, les travaillistes et plusieurs groupuscules blancs anti-apartheid. Le taux de participation est de 88 % des électeurs inscrits.
| Province                                     | Parti national | Parti uni | Parti travailliste | Indépendant | Total |
| -------------------------------------------- | -------------- | --------- | ------------------ | ----------- | ----- |
| Province du Cap                              | 30             | 24        | -                  | -           | 54    |
| Province du Cap (circonscription autochtone) | -              | -         | -                  | 3           | 3     |
| Natal                                        | 2              | 11        | 2                  | -           | 15    |
| État libre d'Orange                          | 13             | -         | -                  | -           | 13    |
| Sud-Ouest africain                           | 6              | -         | -                  | -           | 6     |
| Transvaal                                    | 43             | 22        | 3                  | -           | 68    |
| Total                                        | 94             | 57        | 5                  | 3           | 159   |

Les trois sièges autochtones ne sont pas soumis à réélection le 15 avril 1953, le terme des mandats arrivant au 30 juin 1954. Les élections les concernant ont lieu le 1er décembre 1954. Deux sièges sont alors remportés par des membres du parti libéral (A.W.P. Stanford pour la circonscription autochtone du Transkei et Margaret Ballinger pour celle du Cap-oriental). Le troisième siège représentant la circonscription autochtone du Cap-occidental est remporté par un candidat indépendant, L.B. Lee-Warden. Il s'agit alors de la dernière élection spécifique concernant ces trois sièges lesquels sont supprimés en 1960 dans le cadre de la loi d'autonomie des bantoustans.